# Boxasní
Boxasní är en ort i Mexiko.   Den ligger i kommunen Cadereyta de Montes och delstaten Querétaro Arteaga, i den centrala delen av landet, 160 km nordväst om huvudstaden Mexico City. Boxasní ligger 2 089 meter över havet och antalet invånare är 1 481.
Terrängen runt Boxasní är platt västerut, men österut är den kuperad. Runt Boxasní är det ganska glesbefolkat, med 38 invånare per kvadratkilometer. Närmaste större samhälle är Cadereyta de Montes, 4,4 km nordost om Boxasní. Trakten runt Boxasní består i huvudsak av gräsmarker.